# V Concílio de Toledo
O Quinto Concilio de Toledo iniciou-se na Igreja de Santa Leocadia em Toledo o 30 de junho de 636. Foi convocado por Quintila, que tinha sucedido ao rei Sisenando depois de um curto interregno. Assistiram 22 bispos e 2 representados. Não assistiu o bispo Narbonense por desavenças políticas.
Todas as decisões importantes do Concilio foram de carácter político. Em primeiro lugar tratou-se da segurança do rei, e depois da questão sucessória. Apoiou-se a pretensão de Quintila ao trono e pediu-se uma protecção especial para o rei e sua família, protecção que devia continuar após sua morte.
- Sobre a eleição do futuro do novo rei, houve acordo de que só poderia recair sobre os membros da alta nobreza militar e palatina visigoda.
- Os descendentes do rei deviam desfrutar de todos os bens justamente adquiridos ou que os seus pais lhes tivessem proporcionado. O anátema devia cair sobre quem no futuro os molestasse ou injuriasse. Também os fiéis do rei, que constituíam uma câmara que o rodeava, e eram considerados seus partidários incondicionais, conselheiros de confiança e auxiliares, deviam ficar protegidos, conservar suas propriedades e presentes que o rei anterior lhes tivesse outorgado.
- Os que consultassem adivinhos para conhecer a sorte do rei seriam excomungados. A mesma pena cairia sobre os que amaldiçoassem o rei e os que pretendessem colocar outro no trono. Todo o que aspirasse ao trono sem ser eleito por quem correspondia (e sem ser de nobre berço) seria excomungado e receberia um anátema.
- O Concilio estabeleceu três dias de orações de 13 a 15 de dezembro da cada ano. Proibiu-se todo o intento de adivinhar o futuro do monarca reinante.

Quintila passou grande parte de seu reinado lutando contra inimigos internos (os externos, francos e bizantinos, não eram um perigo naquele momento) e em janeiro de 638 viu-se obrigado a convocar o VI Concílio de Toledo.